# Nina Reichenbach
Nina Reichenbach (* 3. Februar 1999) ist Radsportlerin und mehrfache Weltmeisterin in der Disziplin Trial.
Reichenbach fährt für den Radsportclub Bretten. Bei den Weltmeisterschaften im Trial stand sie von 2014 bis 2023 jedes Mal auf dem Podium und gewann sechsmal. Bei den (zuletzt 2019 ausgetragenen) Europameisterschaften gewann sie ebenfalls zweimal und holte drei weitere Medaillen. Zudem war sie von 2015 bis 2025 mit einer Ausnahme jedes Mal Deutsche Meisterin, insgesamt zehnmal. Im UCI-Trial-Weltcup holte sie 16 Siege und gewann viermal die Gesamtwertung. 2018 und 2019 gewann sie die Europameisterschaften. Im März 2024 wurde Nina Reichenbach mit dem Silbernen Lorbeerblatt geehrt.
Reichenbach lebt in Ötisheim.

## Erfolge
2014
- Weltcup-Sieg in Krakau
- Europameisterschaft
- Weltmeisterschaften
- Weltmeisterin (Team)

2015
- Deutsche Meisterin
- Europameisterschaft
- Weltmeisterschaften (Einzel und Team)

2016
- Weltcup-Gesamtwertung und Siege in Krakau, Les Menuires, Vöcklabruck, Albertville
- Deutsche Meisterin
- Europameisterschaft
- Weltmeisterin
- Weltmeisterschaften (Team)

2017
- Weltcup-Gesamtwertung und Siege in Aalter, Vöcklabruck, Albertville, Antwerpen
- Deutsche Meisterin
- Weltmeisterin
- Weltmeisterschaften (Team)

2018
- Weltcup-Gesamtwertung und Siege in Vöcklabruck, Val di Sole, Antwerpen, Berlin
- Europameisterin
- Weltmeisterin
- Weltmeisterschaften (Team)

2019
- Weltcup-Sieg in Val di Sole
- Deutsche Meisterin
- Europameisterin
- Weltmeisterin

2020
- Deutsche Meisterin

2021
- Weltcup-Sieg in Belfort, zugleich Weltcup-Gesamtwertung
- Deutsche Meisterin
- Weltmeisterschaften
- Weltmeisterschaften (Team)

2022
- Weltcup-Sieg in Vic
- Deutsche Meisterin
- Weltmeisterin
- Weltmeisterschaften (Team)

2023
- Deutsche Meisterin
- Europameisterschaften
- Weltmeisterin

2024
- Deutsche Meisterin
- Europameisterschaften
- Weltmeisterschaften (Team)
- Weltmeisterschaften

2025
- Deutsche Meisterin